# Księżniczka z Krainy Porcelany
Księżniczka z Krainy Porcelany (ang. The Princess from the Land of Porcelain; pełny tytuł: Rose and Silver: The Princess from the Land of Porcelain, Róż i srebro: Księżniczka z krainy porcelany; znany też pod francuskim tytułem: La Princesse du pays de la porcelaine) – obraz amerykańskiego malarza Jamesa McNeilla Whistlera namalowany w latach 1863–1865, znajdujący się od 1919 w zbiorach Freer Gallery of Art w pomieszczeniu zwanym Pawi Pokój (Peacock Room), z którym stanowi kompozycyjną całość. Obraz jest pierwszym dojrzałym przykładem wpływów sztuki japońskiej w twórczości Whistlera.

## Wpływy sztuki chińskiej i japońskiej w twórczości Whistlera
W 1859 James Whistler przeniósł się z Paryża do Londynu, pozostał jednak nadal namiętnym klientem paryskich sklepów, sprzedających w latach 60. XIX w. japońskie i chińskie przedmioty. Artysta kolekcjonował biało-niebieską chińską porcelanę, a w jego przyszłych dziełach miały się zaznaczyć wpływy sztuki chińskiej i japońskiej. Widoczne były one w takich elementach kompozycyjnych jego obrazów jak: parawany, wachlarze, stroje postaci czy ceramika.

## Powstanie i opis obrazu

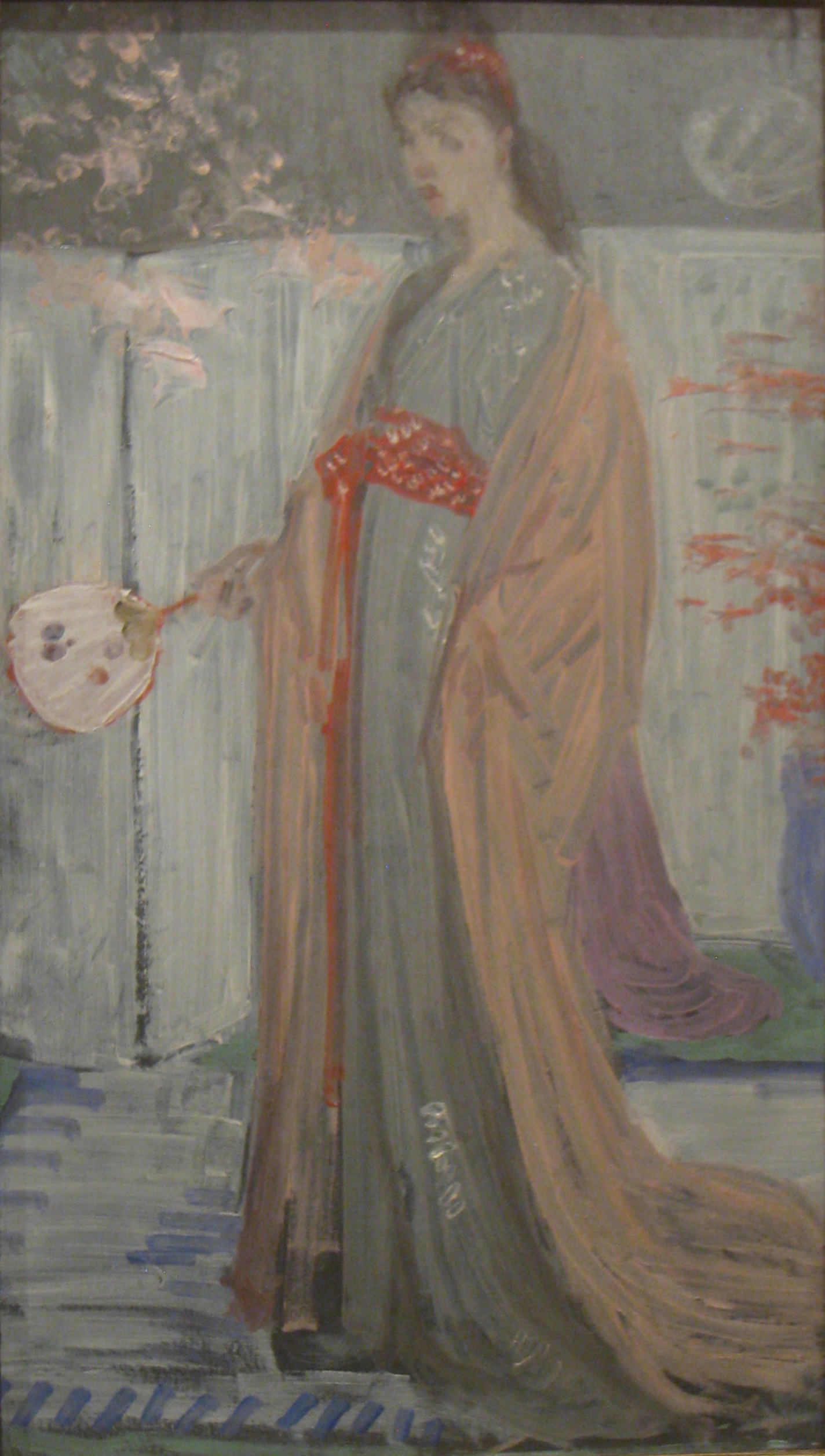
Szkic Whistlera z widocznymi kwiatami, usuniętymi w ostatecznej wersji dzieła.

Obraz przedstawia Christine Spartali (1845?–1884), Greczynkę z pochodzenia, córkę Michaela Spartali, późniejszego konsula generalnego Grecji w Londynie i siostrę Marii Spartali. Christine Spartali pozowała Whistlerowi zimą 1863–1864, po czym zasugerowała ojcu kupno dzieła, ale ten nie zgodził się. Maria Spartali wspominała, iż praca nad portretem siostry początkowo szła Whistlerowi sprawnie, ale wkrótce zaczęła się przeciągać. Whistler zmieniał koncepcje ostatecznej wersji dzieła. Częściowo zamknął okiennice, aby odciąć dopływ bezpośredniego światła; Christine Spartali stała w jednym końcu pokoju, obok niej znajdowało się płótno, a Whistler spoglądał na obraz z dystansu, po czym nagle podbiegał, wykonywał ruch pędzlem, po czym znów się oddalał. Sesja trwała, dopóki modelka nie rozchorowała się. Podczas choroby pozowała w długiej koszuli, a kiedy poczuła się lepiej, Whistler przyszedł pewnego dnia i wykonał rysunek jej głowy. Później Christine Spartali pozowała jeszcze kilkakrotnie, dopóki artysta nie ukończył obrazu. Portret znanej piękności lat 60. XIX w. jest kolejnym z serii dzieł sztuki zachodniej, przedstawiających rozmarzone, młode kobiety pośród orientalnych rekwizytów. Obraz wyraźnie nawiązuje do stylu XVIII-wiecznego chinoiserie, choć późniejsi krytycy dopatrywali się podobieństw między nim a obrazami japońskimi, takimi jak drzeworyty Utamaro. Księżniczka należy do tych dzieł, do których sporządzenia Whistler wykorzystał szkice przygotowawcze. Na jednym z nich widać zarys ogólnej kompozycji i kolorystyki, ale bez detali dywanu, parawanu i kostiumu modelki, które zostały dodane do końcowej wersji dzieła. Z kolei kiście kwiatów, widniejące z lewej strony olejnego szkicu zostały później usunięte. Whistler skupił się na profilu Christine Spartali podkreślając egzotyczny wyraz jej twarzy. Postać modelki, ubranej w kimono, umieszczona została pośród erupcji kolorowych deseni. Jej blada twarz i czarne włosy odcinają się od szarego tła w górnej części obrazu, w której artysta umieścił swój dużych rozmiarów podpis. W przeciwieństwie do mglistej szarości tej części malowidła reszta płótna stanowi wariacje dekoracyjnych płaszczyzn, oddanych płaskimi, matowymi plamami, kropkami, muśnięciami i smugami pigmentu. Whistler nadał swemu dziełu charakter wielkiego portretu, który wydaje się aspirować do roli dekoracyjnego, egzotycznego bibelotu. W tym kontekście nie jest zaskakująca odmowa kupna obrazu przez ojca modelki, mimo iż Christine Spartali znana była w kręgach prerafaelitów ze swej urody.
Po przychylnym przyjęcie obrazu Dziewczyna w bieli w 1863 na wystawie w Salonie Odrzuconych James Whistler chciał wykorzystać kolejną okazję do przyciągnięcia uwagi paryskiej publiczności i w 1865 wystawił Księżniczkę z krainy porcelany, wypełnioną, w przeciwieństwie do bieli dominującej na pierwszym obrazie, żywymi kolorami, widocznymi w parawanie, wachlarzu, sukni i dywanie, kojarzących się z osobliwym tytułem dzieła. Obraz został jednak nisko oceniony przez wielu francuskich krytyków. Mimo to stanowi on, na wiele sposobów, pierwszą wyraźną deklarację dojrzałych zasadach artystycznych Whistlera; jest dziełem, w którym zdecydowanie przeorientowuje on swoją sztukę w kierunku uprzywilejowania wizualnych elementów koloru. W 1903 amerykański kolekcjoner i krytyk sztuki, Arthur Jerome Eddy podkreślił historyczną wartość dzieła Whistlera i jego wyjątkowość w ówczesnej sztuce, określając je zarazem jako pierwszy krok podjęty przez Zachód w kierunku sztuki abstrakcyjnej.

## Dzieje obrazu. Pawi Pokój

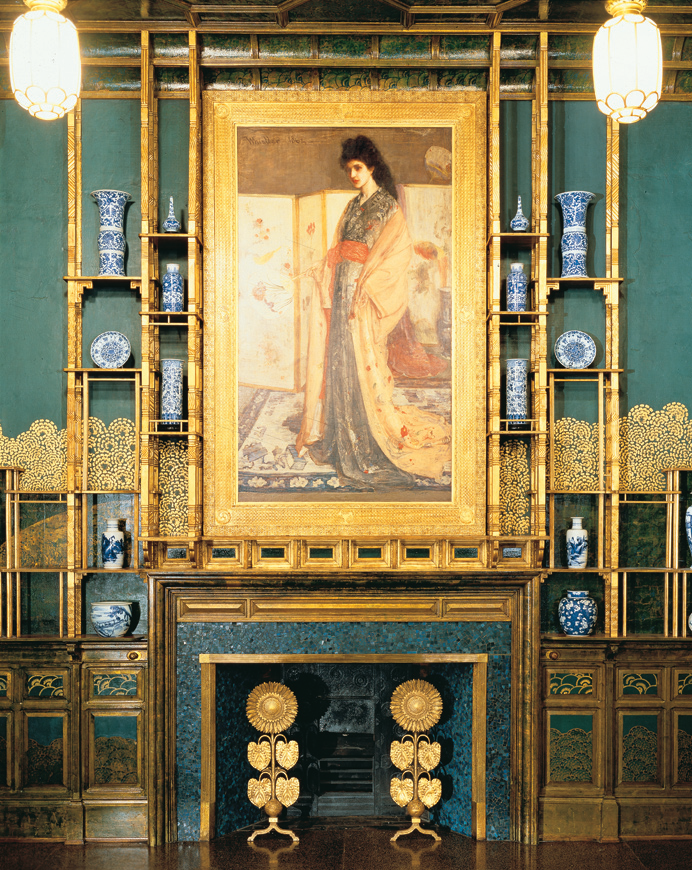
Obraz Księżniczki wiszący na kominkiem w Pawim Pokoju we Freer Gallery of Art.

Dzieje obrazu po wystawie w Salonie Odrzuconych w 1865 są niejasne. W 1866 Whistler wysłał dzieło do Gambart’s Gallery w Londynie na wystawę „Twelfth Annual Exhibition of Pictures by Artists of the French and Flemish Schools”. Po zakończeniu wystawy wyruszył w podróż do Ameryki Południowej, a obraz został wysłany do jego przyjaciela, Dante Gabriela Rossettiego. Rosetti lub Joanna Hiffernan zorganizowali następnie sprzedaż dzieła pewnemu kolekcjonerowi, którym był, według Marii Spartali, Frederick Huth. Później (1867 lub 1872) obraz zakupił Frederick Richards Leyland, zamożny armator z Liverpoolu.
Od tamtej chwili dzieje obrazu są nierozerwalnie związane z Leylandem i z tzw. Pawim Pokojem (Peacock Room). Pawi Pokój był początkowo pokojem jadalnym w londyńskim domu Leylanda. W pokoju znajdowała się cenna kolekcja chińskiej porcelany (która stała się pretekstem do tytułu obrazu Whistlera). Wystrój wnętrza zaprojektował architekt Thomas Jeckyll. Aby ukazać w sposób atrakcyjny kolekcję Leylanda Jeckyll skonstruował zestaw misternie rzeźbionych półek, a na ścianach zawiesił zabytkową, pozłacaną skórę. Gdy Leyland stał się właścicielem Księżniczki, obraz zajął eksponowane miejsce nad kominkiem. Mając na uwadze odpowiedni dobór kolorystyki wnętrza Jeckyll skonsultował się z Whistlerem. Whistler dokonał początkowo niewielkich zmian w wystroju Pokoju, ale gdy Leyland wyjechał w sprawach służbowych do Liverpoolu, dokonał dalszych zmian nie informując o nich zleceniodawcy. Charakterystycznym elementem wystroju stał się deseń z pawich piór (od których pokój wziął swą nazwę), umieszczony na suficie i okiennicach. Pod powrocie Leylanda doszło między nim a Whistlerem do kłótni. Niezadowolony z ostatecznego efektu Leyland odmówił wypłaty wynagrodzenia, które miało wynieść 2 000 gwinei (ok. 200 000 dolarów dzisiaj). Ostatecznie doszło między nim a Whistlerem do ugody; artysta otrzymał połowę pierwotnej sumy i pokój został w 1877 ukończony. Whistler wyjechał i nie dane mu było nigdy więcej zobaczyć swego dzieła. Leyland nie dokonał jednak żadnych zmian w wystroju wnętrza i kontynuował budowanie kolekcji porcelany aż do swojej śmierci w 1892. Dwanaście lat później Pawi Pokój zabrano z domu Leylanda i wystawiono w galerii sztuki w Londynie. Księżniczkę z Krainy Porcelany w 1903 kupił Charles Lang Freer (1854–1919), przedsiębiorca i kolekcjoner z Detroit, który później założył muzeum sztuki Freer Gallery of Art. W 1904 zakupił on również Pawi Pokój, który został rozebrany i ponownie zmontowany w jego posiadłości w Detroit, gdzie służył jako salon wystawowy jego kolekcji ceramiki. W 1906 Freer podarował Pokój wraz z wyposażeniem Smithsonian Institution. Po jego śmierci w 1919 Pokój przewieziono do Waszyngtonu i zmontowano w galerii imienia darczyńcy. Po konserwacji pomieszczenie odzyskało swój pierwotny blask, a na honorowym miejscu, nad kominkiem, znajduje się, jak dawniej, obraz Księżniczki.
Na kwiecień 2013 zaplanowano wystawę The Peacock Room Comes to America (Pawi Pokój przybywa do Ameryki).

## Obraz w Google Art Project
Obraz Księżniczki został objęty projektem Google Art Project, w ramach którego w oparciu o technologię Google Street View udostępniane są w wersji online wybrane arcydzieła światowego malarstwa w bardzo wysokiej rozdzielczości, mierzonej w gigapikselach. Takie rozwiązanie umożliwia zaprezentowanie widzowi najdrobniejszych szczegółów malowidła, jak w przypadku Księżniczki muśnięcia białej farby, przy pomocy której artysta namalował oczy modelki, czy przypominającą siatkę fakturę płótna.